# Paradasys hexadactylus
Paradasys hexadactylus is een buikharige uit de familie Cephalodasyidae. Het dier komt uit het geslacht Paradasys. Paradasys hexadactylus werd in 1954 voor het eerst wetenschappelijk beschreven door Karling. 